# Restes prehistòriques de sa Pobla
Les restes prehistòriques de Sa Pobla és un jaciment arqueològic prehistòric situat a la possessió de Sa Pobla d'en Verdigo, al municipi de Llucmajor, Mallorca.
Es tracta d'un conjunt de restes de construccions de la cultura talaiòtica, molt arrasades que es troben a nivell de fonamentació. Cronològicament semblen correspondre a un assentament del talaiòtic final.